# Nadace Mezinárodní potřeby
Nadace Mezinárodní potřeby je registrovaná nestátní nezisková organizace. Zároveň je křesťanskou mezicírkevní organizací.

## Registrace a účel
Nadace byla založena v roce 1995 a později zapsána podle zákona o nadacích č. 227/1997 Sb. v nadačním rejstříku, vedeném Krajským soudem v Ústí nad Labem, pobočka Liberec, oddíl N, vložka 68. Nyní je nadace zapsána v nadačním rejstříku u Krajského soudu v Hradci Králové, oddíl N, vložka 231.
Nadace Mezinárodní potřeby je členem Asociace veřejně prospěšných organizací ČR, České evangelikální aliance, Křesťanské misijní společnosti a mezinárodní organizace International Needs.
Účelem nadace je podpora neziskových projektů s křesťanskými kořeny, které usilují o všestrannou veřejně prospěšnou činnost v ČR i v zahraničí.

## Činnost
Nadace má dva hlavní programy:
- Dálková adopce PLUS® – podpora vzdělání dětí a duchovní péče v chudých zemích světa formou dálkové adopce (adopce na dálku). V současné době program probíhá v těchto zemích: Bangladéš, Burkina Faso, Filipíny, Indie, Jižní Súdán, Nepál a Uganda.
- Projekt Zdravá mládež v ČR – podpora primární prevence formou přednáškové činnosti na českých školách a navazujících volnočasových aktivit. V současné době je v programu zařazeno přes 30 lektorů, kteří přednáší a besedují o různých etických tématech, např. vztahy, sex, alkohol, drogy, šikana atd. Kromě toho organizují návazné volnočasové aktivity právě pro mladé lidi, které přednáška ve škole zaujala.

Nadace podporuje i další křesťanské aktivity a uskutečňuje rozvojovou pomoc v chudých zemích světa.